# Жизнь есть сон

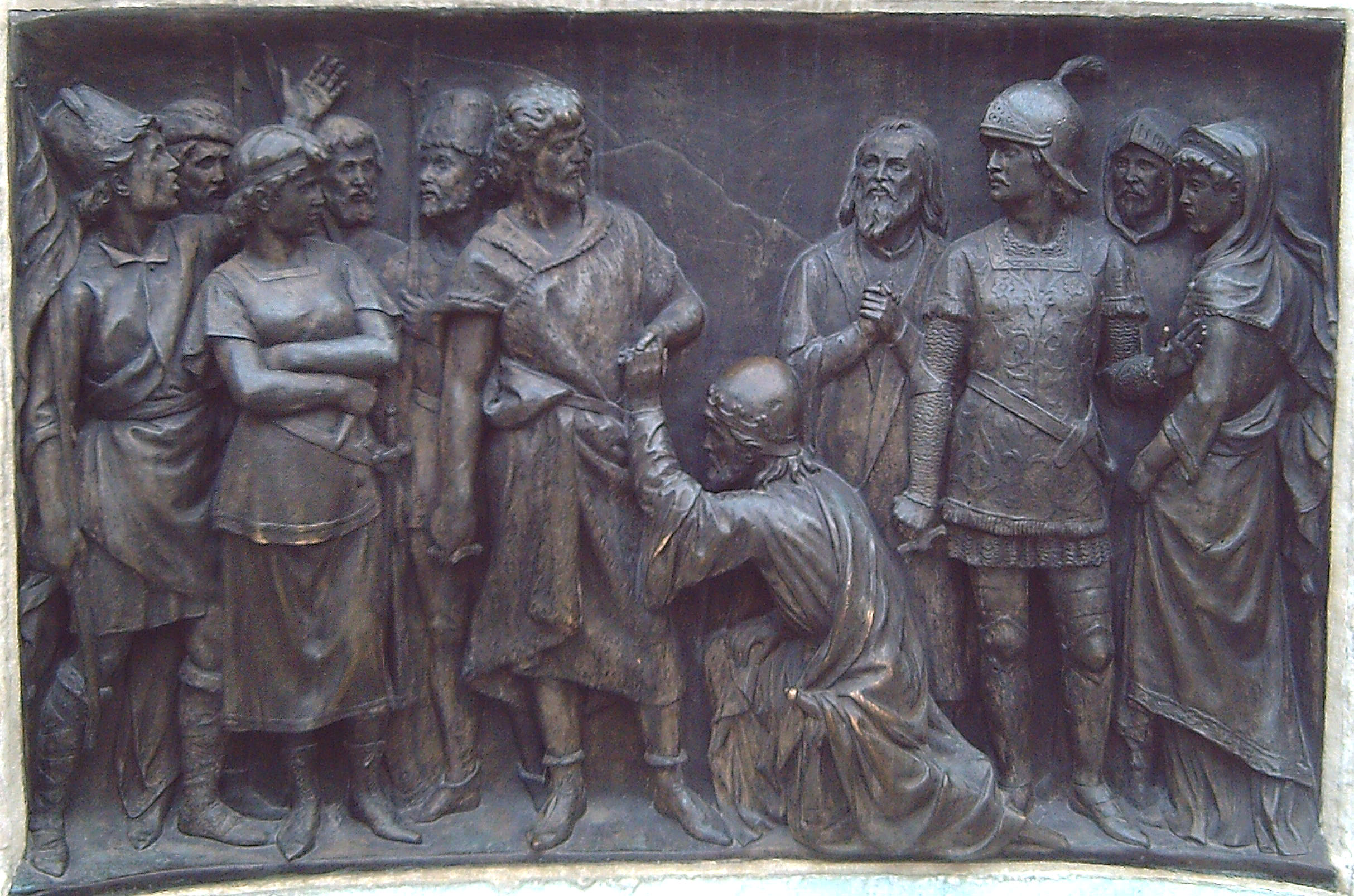
Жизнь есть сон. Барельеф с памятника Кальдерону, скульптор Ж. Фигерас Вила, Мадрид, 1880 год.

«Жизнь есть сон» (исп. La vida es sueño) — пьеса испанского драматурга Педро Кальдерона де ла Барка, впервые представленная в 1635 году. Считается наиболее известной и значительной пьесой Кальдерона. В центре произведения — конфликт между судьбой и долгом, человеком и природой, властью и личностью. 
Действие пьесы происходит в Полонии, а один из её персонажей (Астольфо) носит титул «князя Московского» (duque de Moscovia, буквально «герцог Московский»), однако историческая обстановка, как было принято в литературе того времени, совершенно условна, и какой-либо местный колорит отсутствует. Тем не менее академик Н.И. Балашов полагает, что в пьесе Кальдерона отразились отголоски событий Смутного времени, известных в Испании по сочинениям Антонио Поссевино. При создании пьесы Кальдерон использовал значительное число литературных, исторических и легендарных источников. Среди них значительное место занимает «Повесть о Варлааме и Иоасафе» — необычайно популярная в Европе и на Ближнем Востоке христианизированная версия жизнеописания Будды  (до Кальдерона к этому сюжету обратился Лопе де Вега, написавший драму «Варлаам и Иоасааф»  (Barlaam y Josafat)).

## Действующие лица
- Басилио, король Полонии
- Сехисмундо, принц
- Астольфо, герцог Московии
- Клотальдо, тюремщик Сехисмундо
- Кларин, слуга Росауры
- Эстрелья, инфанта
- Росаура, дама, дочь Клотальдо
- Солдаты
- Стража
- Музыканты
- Свита
- Слуги
- Дамы